# Baby TV
Baby TV – kanał telewizyjny, przeznaczony dla dzieci w wieku niemowlęcym i przedszkolnym. Emituje filmy animowane bez przemocy. W przerwie między bajkami można usłyszeć i zobaczyć znane piosenki dla najmłodszych. Kanał jest płatny, nie nadaje reklam.
Seriale nadawane w Baby TV pochodzą głównie z produkcji własnych stacji. Program nadawany jest codziennie całą dobę. Odbiorcy kanału na platformach cyfrowych oraz w niektórych sieciach kablowych mają możliwość wyboru jednej z wielu wersji językowych między innymi: polskiej, angielskiej, francuskiej, niemieckiej czy tureckiej.
Baby TV Polska zleca nagrania polskiej wersji studiom dubbingowym: Studio Sonica i ITI Film Studio.
28 marca 2024 stacja Baby TV została zaatakowana przez rosyjskich hakerów i zamiast normalnej emisji była emitowana przez około 5-10 minut prorosyjska audycja, ale 17 kwietnia tego samego roku wydarzyło się to ponownie.

## Wybrane programy stacji
1. Ahoj piratki!
2. Bałwanki
3. Big Bugs Band
4. Billy i Bam Bam (2011-2023)
5. Billy i Bam Bam (2023)
6. Bim i Bam w świecie zwierząt
7. Bobas
8. Booby i Booba
9. Bystry maluch
10. Bzzzz
11. Charlie i cyferki
12. Charlie i angielski alfabet
13. Charlie i kształty
14. Choopies
15. Cudowny świat
16. Cukiereczki
17. Czarodziej Jojo
18. Danny i tata
19. Dobranoc Misiu
20. Draco
21. Drużyna Babysiów
22. Dzieciaki i zwierzaki
23. Fisia i Benio prezentują
24. Galeria dziadka
25. Gadki-szmatki
26. Głodny Benio
27. Hippa Hippa Hey
28. Jak piękny dzień
29. Jammers (2005-2017)
30. Kenny i Guri
31. Kiku
32. Kolory i Kształty
33. Kto to? Co to?
34. Kucharz Smakosz
35. Kurczaczek
36. Kłębuszek
37. Krystalowa kula
38. Księżyc
39. Kwiaty
40. Lale ki Lolu
41. Lily i Pepper
42. Łazienkowie Tubisie (2010-2022)
43. Łazienkowie Tubisie (2022)
44. Magiczna latarnia
45. Magiczna noc
46. Magiczne gwiazdy
47. Makóweczki
48. Maluszkowa sztuka
49. Maluszkowy album (2005-2013)
50. Maluszkowy album (2013)
51. Maluszkowy plac zabaw
52. Mała Lola jedzie do miasta  (2021)
53. Mała Lola na wsi  (2015-2021)
54. Marzenie z Kim
55. Maya i Yaya
56. Migocząca gwiazda
57. Mitch Match
58. Mój robot i ja
59. Mysi robotnicy
60. Nico i Bianca
61. Niebo
62. Nocne niebo
63. Ocean
64. Oliver
65. Olly
66. Pan Ślimak (2007-2019)
67. Pierre malarz
68. Piłeczka
69. Ping i Pinga
70. Pitch i Potch
71. Pitch i Potch maszyna dzwięków
72. Pix i Leo
73. Pociąg pocztowy
74. Pomaluj Mój świat
75. Przedszkole Toto
76. Przygody małej Zosi
77. Przytulaczki (2008-2024)
78. Przytulaczki (2024)
79. Przyjaciele małego Ludwiczka
80. Ptasie jaja
81. Puzzle Inc
82. Raz, dwa, trzy, opowiedz mi
83. Rób jak ja
84. Rocco
85. Rzeka
86. Skaczące piłeczki
87. Słodkie marzenia
88. Świat małego Ludwiczka
89. Świat Farzlego
90. Szlak ślimaka  (2019)
91. Teatrzyk Emmy
92. Tipa Tupa
93. Trzymaj się z Mickiem
94. Tucky Tales
95. Tuli odkrywa świat
96. Vegibugs
97. Vegimals
98. Vegimer
99. Wesołe miasteczko
100. Wiercik i Druch (2008-2023)
101. Wiercik i Druch (2023)
102. Zabawy
103. Zadziwiający świat (2005 i 2006)
104. Zagadkowy pociąg
105. Zakręcona Marysia
106. Zmierzch
107. Zoom
108. Zszywaki
109. Życzenia na dobranoc

## Wybrane piosenki Baby TV
1. DZIEŃ DOBRY (ang. GOOD MORNING)
2. DZIŚ MAM URODZINY (ang. TODAY IS MY BIRTHDAY)
3. GOSPODARZU (ang. OH FARMER)
4. GRETKO PASTERKO (ang. GRETEL PASTETEL)
5. KOCHANA MAMO (ang. OH DEAR MAMA)
6. KOŁA AUTOBUSU (ang. THE WHEELS ON THE BUS)
7. KOŁYSANKA NA DOBRANOC (ang. GOOD EVENING, GOOD NIGHT)
8. KRÓL (ang. OLD KING COLE)
9. KRÓLIK JACEK (ang. RABBIT JACK)
10. MAŁE KACZORKI (ang. MY DUCKLINGS)
11. MARYSIA (ang. MARY, MARY, QUITE CONTRARY)
12. MARSZ MRÓWEK (ang THE ANTS GO MARCHING)
13. MŁYN (ang. THE MILL)
14. NA SEN PRZYSZEDŁ CZAS (ang. OFF TO SLEEP YOU GO)
15. PAN PIEKARZ (ang. THE BAKER'S SONG)
16. PAN Z KSIĘŻYCA (ang. MAN IN THE MOON)
17. PANIE JANIE (ang. BROTHER JOHN)
18. SAMOLOT (ang. AEROPLANE)
19. ŚPIJ KOCHANIE (ang. SLEEP BABY SLEEP)
20. TWARZ W SAM RAZ (ang. MY FACE)
21. UPARTY MAŁY PAJĄK (ang. INCY WINCY SPIDER)
22. WIATRAK SKRZYDŁA OBRACA SWE (ang. WINDMILLS TURN AROUND)
23. WIELBŁĄD SALLY (ang. SALLY THE CAMEL)
24. WYWRÓCIŁA SIĘ ŁÓDKA (ang. MY CANOE)
25. ZEGAROWE TIK-TAK (ang. HICKORY DICKORY DOCK)
26. ZWIERZĘTA (ang. THE ANIMAL FAIR)

## Lektorzy Baby TV
- Krystyna Czubówna
- Joanna Dukaczewska
- Hanna Kinder-Kiss
- Monika Pikuła
- Mirosława Niemczyk
- Julia Niewiadomska
- Magda Kusa
- Małgorzata Szymańska
- Justyna Bojczuk
- Agata Paszkowska
- Katarzyna Owczarz
- Agnieszka Rywińska
- Magdalena Krylik
- Janusz Szydłowski
- Alicja Świtlak
- Beniamin Lewandowski
- Brygida Turowska
- Joanna Pach
- Jakub Szydłowski
- Klementyna Umer
- Magdalena Wasylik

## Historia
| Historia polskiego Baby TV | Historia polskiego Baby TV |
| Rok                        | Szczegóły |
| -------------------------- | --- |
| 2006                       | 15 września 2006 Baby TV rozpoczyna emisję w Polsce. Premiery kreskówek: Baby Art; Baby giant; Bim i Bam w świecie zwierząt; Booby i Booba; Bystry maluch; Czarodziejska lampa; Dziecięcy album; Galeria Dziadka; Jammers; Kenny i Guri; Kłębuszek; Kto to? Co to?; Kolory i kształty; Kucharz Smakosz; Kurczaczek; Malowanki, Wycinanki; Piłeczka; Pim i Pimba; Piosenki i rymy; Pitch i Potch; Poznajmy swój świat; Poznajmy świat; Puzzle; Raz,dwa,trzy,opowiedz Mi; Skaczące piłeczki; Świat małego Ludwika; Świat Farzlego; Tulli odkrywa świat; Usypianka; Vegimer; Zadziwiający świat; Zoom |
| 2007                       | Baby TV zmienia oprawę na stronie internetowej. Premiery kreskówek: Danny i tata; Dzieciaczki i zwierzaczki; Fisia i Benio prezentują; Makówki; Jajeczka; Jaś i Joasia; Pan Ślimak; Wesołe miasteczko; Zakręcona Marysia; Draco; Teatrzyk Emmy |
| 2008                       | Premiery kreskówek: Nico i Bianca; Lilly i Pepper; Wiercik i Druch; Oliver poznaje |
| 2009                       | 30 marca 2009 zmieniono logo. |
| 2010                       | Premiery kreskówek: Czarodziej Jojo |

## Logo
| Okres obowiązywania              | Ilustracja |
| -------------------------------- | ---------- |
| 15 września 2006 - 29 marca 2009 |            |
| 30 marca 2009 - obecnie          |            |